# Jørn Lande

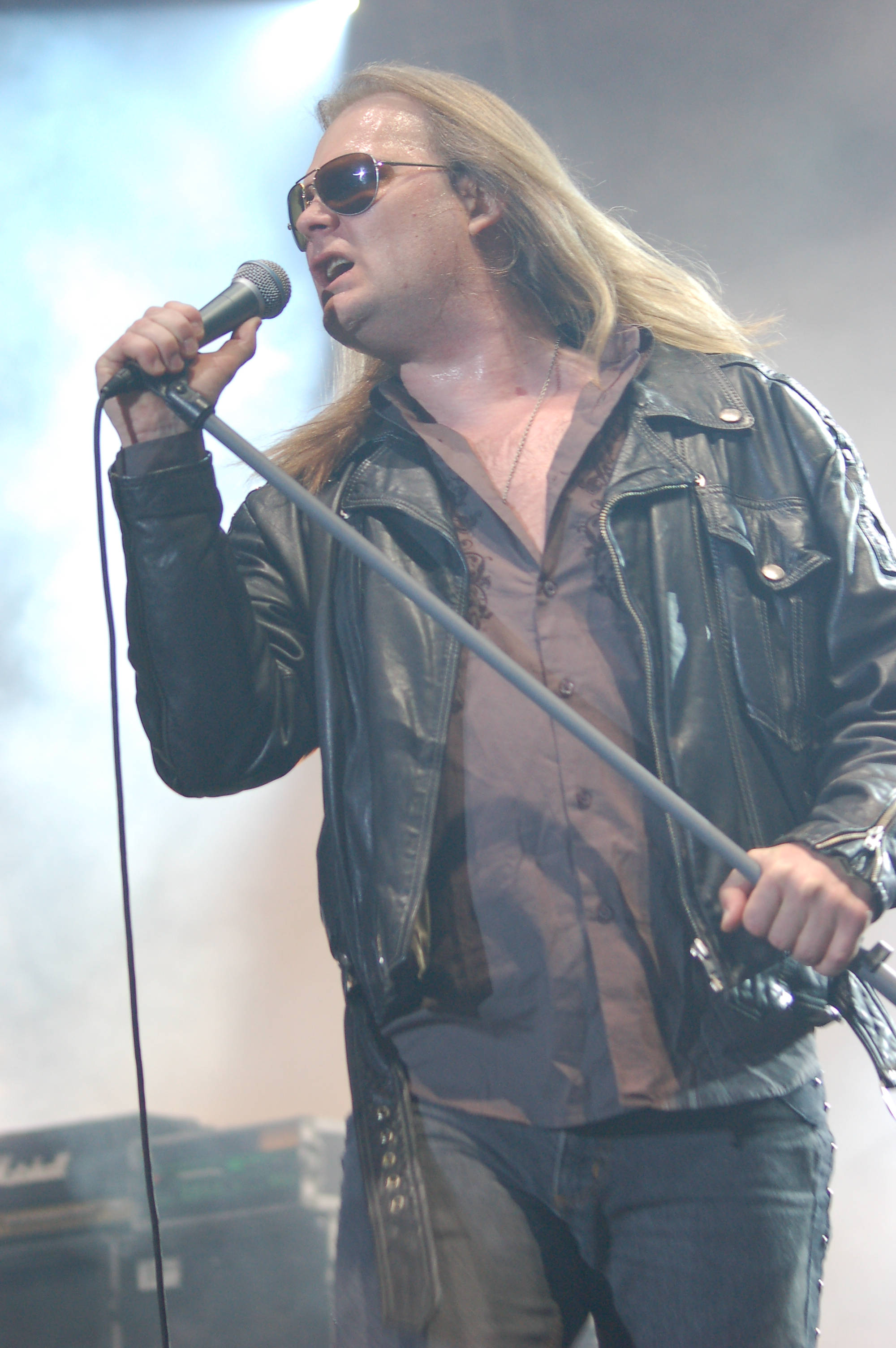
Jørn Lande, 2007

Jørn Lande (* 31. Mai 1968 in Rjukan) ist ein norwegischer Heavy-Metal- und Hard-Rock-Sänger. Er wurde bekannt als Sänger von Bands wie Masterplan, Ark, Beyond Twilight, Vagabond und The Snakes und als Solokünstler unter dem Namen Jorn.

## Leben und Wirken

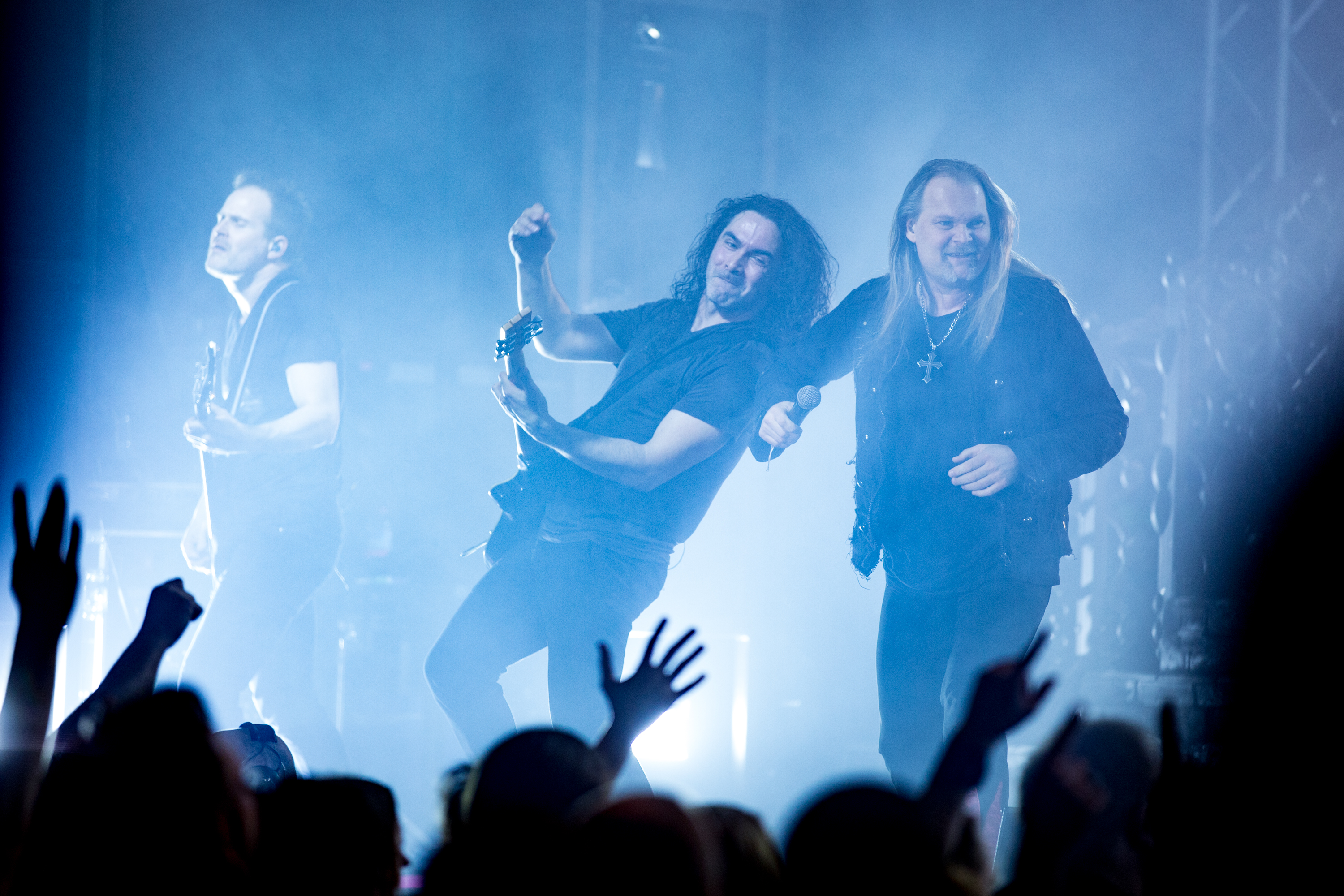
Lande als Sänger bei Avantasia

Da auch sein Vater Musiker ist, wurde Landes Interesse an Musik schon in frühen Jugendjahren geweckt. Als seine Hauptinspiration nennt Jørn Lande die Rockmusik der 1970er und 1980er Jahre.
Seit der zweiten Hälfte der 1980er Jahre tourte Lande mit verschiedenen Bands und war auch als Studiosänger auf einigen Alben zu hören. Bei mehr als zwanzig Studioalben arbeitete er mit international bekannten Rockmusikern zusammen, wie z. B. Arjen Anthony Lucassen, Ronnie Le Tekro (TNT), Yngwie J. Malmsteen, Micky Moody, Bernie Marsden (Ex-Whitesnake), Joe Lynn Turner, Don Airey, Ken Hensley, Uli Jon Roth, Jorn Viggo Lofstad (Pagan’s Mind).
Nachdem er einige Jahre gebraucht hatte, um sich als Sänger und Songwriter zu entwickeln, erschien 1994 unter dem Bandnamen Vagabond die erste offizielle CD mit ihm als Sänger. Im selben Jahr sang er auch anlässlich der Teilnahme der norwegischen Fußballnationalmannschaft an der Weltmeisterschaft in den USA die Hymne „Alt for Norge“.
Im Jahr 2000 startete er sein Soloprojekt Jorn, mit dem er bis heute erfolgreich ist.
Im selben Jahr stieg er in die Band Millennium ein, woraus die Zusammenarbeit mit dem US-amerikanischen Rockgitarristen Ralph Santolla entstand. Lande ersetzte dabei den ursprünglichen Sänger Todd Plant, der jedoch nach nur einem Album mit Lande am Gesang wieder zur Band zurückkehrte.
Seine bislang größten Erfolge feierte Lande mit der Power-Metal-Band Masterplan, der er 2002 kurz nach ihrer Gründung durch die beiden Ex-Helloween-Musiker Roland Grapow (Gitarre) und Uli Kusch (Schlagzeug) beitrat. Jedoch verließ Lande die Band aus zeitlichen Gründen im Jahr 2006, woraufhin Ex-Riot-Sänger Mike DiMeo als sein Nachfolger einstieg. Am 25. Juli 2009 wurde allerdings Jørns Rückkehr zu Masterplan bekannt gegeben, am 21. Mai 2010 erschien das Album "Time To Be King". Am 2. Juli 2010 erschien das neue Soloalbum Dio. Dabei handelt es sich um ein Tributalbum im Gedenken an den im Mai 2010 verstorbenen Ausnahmesänger Ronnie James Dio, welches aus einem von Lande geschriebenen Tributsong namens Song for Ronnie James und mehreren Coversongs Landes besteht, welche auf Originalsongs von Dio basieren.
2014 steuerte Lande die Lead Vocals für die fiktionale Band Pentakill im Computerspiel League of Legends bei. Das zugehörige Album Smite and Ignite wurde ebenfalls 2014 veröffentlicht.

## Diskografie
Mit Jorn
- Starfire (2000)
- Worldchanger (2001)
- Out to Every Nation (2004)
- Unlocking the Past (2006)
- The Duke (2006)
- The Gathering (2007)
- Lonely Are the Brave (2008)
- Spirit Black (2009)
- Dukebox (2009)
- Dio (2010)
- Bring Heavy Rock to the Land (2012)
- Symphonic (2013)
- Traveller (2013)
- Heavy Rock Radio (2016)
- Life on Death Road (2017)
- Live on Death Road (2019)
- Heavy Rock Radio II – Executing the Classics (2020)
- Over the Horizon Radar (2022)

Mit Russell Allen als Allen/Lande
- The Battle (2005)
- The Revenge (2007)
- The Showdown (2010)
- The Great Divide (2014)

Mit Masterplan
- Masterplan (2002)
- Aeronautics (2005)
- Time to Be King (2010)

Mit Trond Holter als Holter
- Dracula – Swing of Death (2015)

Andere Projekte
- Vagabond – Vagabond (1994)
- Mundanus Imperium – The Spectral Spheres Coronation (1998)
- The Snakes – Live in Europe (1998) (Live-Album mit Whitesnake-Coverversionen)
- The Snakes – Once Bitten … (1998)
- Millennium – Hourglass (2000)
- Beyond Twilight – Devil’s Hall of Fame (2001)
- Ark – Burn the Sun (2001)
- Brazen Abbot – Guilty as Sin (2003)
- Pentakill – Smite & Ignite (Lightbringer, Thornmail) (2014)
- Pentakill – II: Grasp of the Undying (2017)
- Pentakill – III: Lost Chapter (2021)

Als Gastsänger
- Nikolo Kotzev's Nostradamus (2001)
- Ken Hensley – Blood on the Highway (2007)
- Ayreon – 01011001 (2008)
- Avantasia – The Scarecrow (2008)
- Avantasia – The Wicked Symphony (2010)
- Avantasia – Angel of Babylon (2010)
- Trillium – Alloy (2011)
- Avantasia – Ghostlights (2016)
- Avantasia – The Raven Child (2018)
- Avantasia – Moonglow (2019)
- Avantasia – A Paranormal Evening with the Moonflower Society (2022)